# Neurigona fuscicosta
Neurigona fuscicosta är en tvåvingeart som beskrevs av Robinson 1975. Neurigona fuscicosta ingår i släktet Neurigona och familjen styltflugor.
Artens utbredningsområde är Dominica. Inga underarter finns listade i Catalogue of Life.